# Moscowa

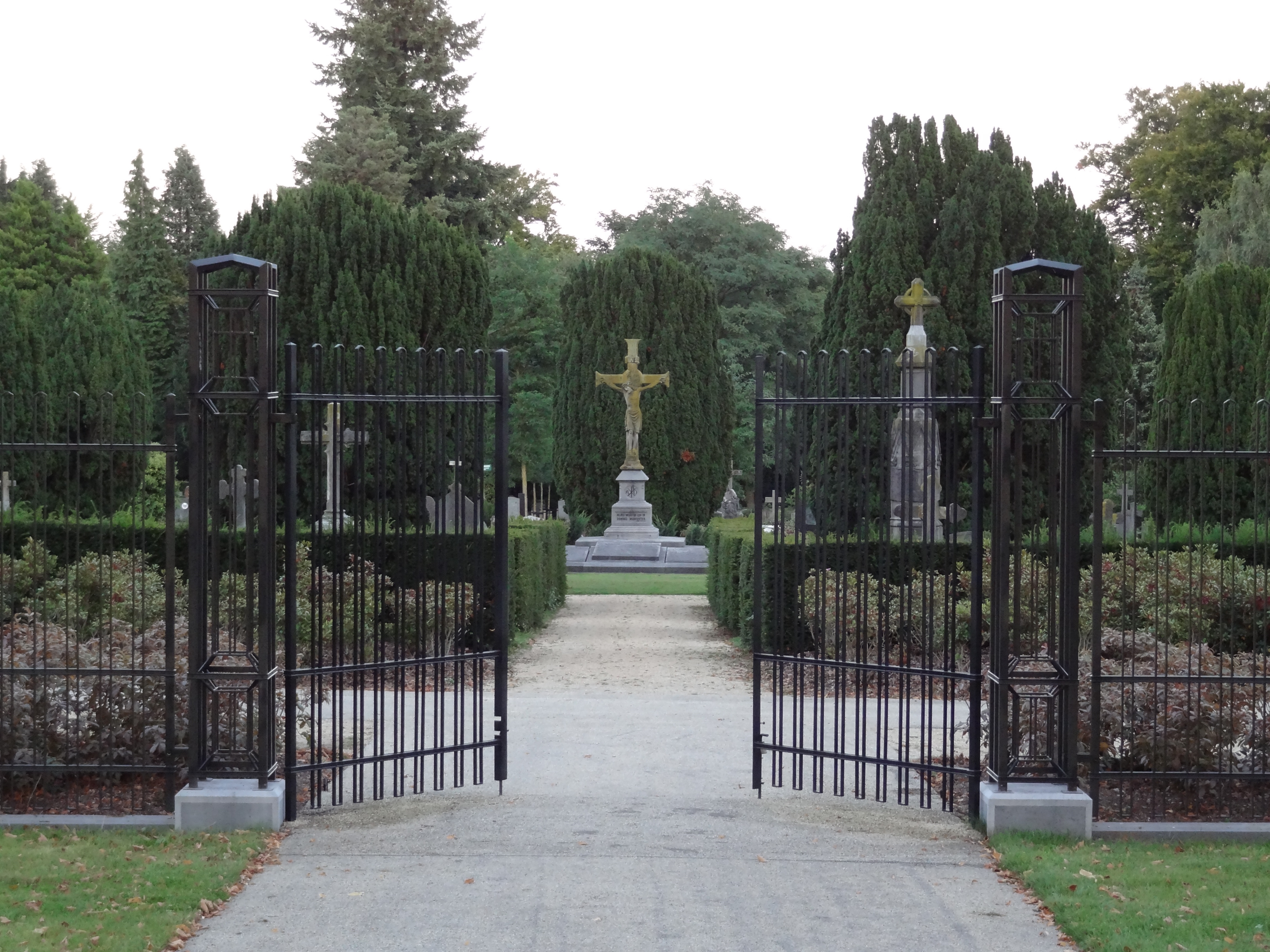

Moscowa è un cimitero e un crematorio situato nella città olandese di Arnhem. Il nome deriva dalla fattoria "Moskowa" (con una "k") che si trova proprio accanto al cimitero. Il sito era inizialmente di otto ettari, ma fu esteso agli attuali trenta ettari: furono sepolti tra quaranta e cinquantamila persone in circa ventimila tombe.

## Storia
La fattoria Moskowa fu costruita nel 1847 da Hendrik Jacob Carel Jan, barone van Heeckeren di Enghuizen, che comprò anche la tenuta Sonsbeek nel 1821.
Nel 1837 la creazione di un cimitero al di fuori dell'area edificata venne menzionata per la prima volta nel consiglio comunale di Arnhem: fino ad allora fu utilizzato il cimitero "Onder den Linden", ma la popolazione non era d'accordo con questo piano. Nel 1864 fu costruita la parte ebraica del cimitero, ma fu solo nel 1876 che vi si verificarono i primi funerali. Nel 1934 fu aggiunta una nuova sezione sull'altro lato della strada, secondo il progetto di Mr. Meier. Nel 1968 venne costruita una cappella cattolica romana, le cui vetrate sono state disegnate dall'artista grafico Jan van Doorn.
Nel 1974 è stato ampliato aggiungendo un crematorio, nel quale si svolgono circa millecinquecento cremazioni ogni anno.

### Mausoleo
Moscowa è uno dei pochi cimiteri nei Paesi Bassi con un mausoleo, costruito centralmente nella parte vecchia. Il mausoleo appartiene alla famiglia di Wageningen-Romein ed è stato costruito in pietra da taglio nel 1895 o 1905. È caratterizzato da influenze classiciste.